# Formación Aguja
La Formación Aguja es una formación geológica datada alrededor de 80.5 a 70 millones de años, perteneciente al Campaniense y Maastrichtiense, durante el Cretácico superior, en el sur de Texas, Estados Unidos y el norte de Chihuahua y Coahuila, México.

## Edad
Las edades de la Formación Aguja y su principal unidad fosilífera, el Lutita Superior (Upper Shale), no son bien conocidas. Dos dataciones radiométricas han sido tomadas de diferentes secciones del esquisto, obteniéndose edades de 72.6 Ma +/- 1.5 millones de años, y 76.9 Ma +/- 1.2 millones de años, respectivamente.
El contacto con la superpuesta Formación Javelina ha sido estimado en cerca de 70 millones de años. Por otra parte, otros estudios apuntana la mucho más reciente edad de 68.5 millones de años. La base entera de la Formación Aguja ha sido estimada en cerca de 80.5 millones de años.

## Descripción
Consiste en capas alternadas de lutitas y areniscas, correspondientes a un régimen fluvial similar a un ambiente de delta, con un variado e importante registro fósil faunístico. Presenta dos grandes regresiones con el antiguo mar y exhibe discordancia con la Formación Pen de origen marino.
La secuencia de estratos de la Formación Aguja muestra una gran variedad de tocones y troncos grandes pertenecientes de árboles dicotiledóneos, que posiblemente, conformaban una comunidad tropical perenne durante el Cretácico tardío. La fauna que se ha encontrado incluye a tortugas, cocodrilos y una diversa variedad de dinosaurios.

## Fauna

### Equinodermos
- Echinodermata
  - Echinoidea
    - Cassiduloida
      - Hardouinia sp.

### Bivalvos
- Bivalvia
  - Arcoida
    - Arcidae
      - Arca pergracilis
      - Arca securiculata
      - Arca sp.

    - Parallelodontidae
      - Nemodon eufaulensis

  - Limoida
    - Limidae
      - Lima coahuilensis
      - Lima reticulata
      - Pseudolimea reticulata

  - Pectinoida
    - Pectinidae
      - Camptonectes sp.

    - Anomiidae
      - Anomia mexicana

  - Nuculanoida
    - Nuculanidae
      - Nuculana sp.

  - Veneroida
    - Cardiidae
      - Ethmocardium welleri
      - Pachycardium wadei
      - Granocardium sp.

    - Mactridae
      - Cymbophora berryi
      - Cymbophora scabellum
      - Cymbophora sp.

    - Tellinidae
      - Linearia sp.
      - Tellina munda

    - Gastrochaenidae
      - Gastrochaena sp.

    - Cultellidae
      - Leptosolen sp.

    - Donacidae
      - Protodonax sp.

  - Carditoida
    - Carditidae
      - Venericardia sp.

  - Mytiloida
    - Mytilidae
      - Lycettia tippanus
      - Brachidontes sp.

  - Limoida
    - Ostreidae
      - Flemingostrea pratti
      - Flemingostrea subspatulata
      - Crassostrea cusseta

    - Inoceramidae
      - Inoceramus biconstrictus

  - Anomalodesmata
    - Pholadomyidae
      - Pholadomya coahuilensis

### Gasterópodos
- Gastropoda
  - Gastropoda indet..
  - Cephalaspidea
    - Ringiculidae
      - Ringicula sp.

    - Acteonidae
      - Goniocylichna sp.

  - Neotaenioglossa
    - Turritellidae
      - Turritella bilara
      - Turritella trilira

    - Buccinidae
      - Buccinopsis sp.
      - Buccinopsis globosa
      - Buccinopsis greenensis
      - Stantonella interrupta

    - Fasciolariidae
      - Ornopsis digressa
      - Anomalofusus sp.

  - Littorinimorpha
    - Aporrhaidae
      - Drepanochilus sp.

    - Strombidae
      - Pugnellus sp.

    - Naticidae
      - Pseudamaura abnormalis
      - Pseudamaura densatus
      - Pseudamaura lirata
      - Gyrodes americanus
      - Gyrodes supraplicatus
      - Gyrodes major

  - Hypsogastropoda
    - Maturifusidae
      - Astandes sp.

  - Vetigastropoda
    - Turbinidae
      - Calliomphalus americanus

  - Neritopsina
    - Neritidae
      - Nerita sp.

  - Prosobranchia
    - Acteoninidae
      - Troostella sp.

  - Neogastropoda
    - Cancellariidae
      - Caveola producta

    - Tudiclidae
      - Pyropsis sp.

    - Pholidotomidae
      - Volutomorpha retifera
      - Volutomorpha aspera

  - Sorbeoconcha
    - Pachychilidae
      - Melanatria venusta

  - Littorinimorpha
    - Strombidae
      - Pugnellus sp.

  - Hypsogastropoda
    - Maturifusidae
      - Astandes sp.

### Cefalópodos
- Cephalopoda
  - Ammonoidea
    - Placenticeratidae
      - Placenticeras meeki
      - Placenticeras syrtale
      - Placenticeras sp.

    - Baculitidae
      - Baculites ovatus
      - Baculites scotti
      - Baculites sp.

    - Pachydiscidae
      - Anapachydiscus sp.
      - Pachydiscidae indet.

  - Nautilida
    - Eutrephoceratidae
      - Eutrephoceras dekay

### Peces
- Chondrichthyes
  - Chondrichthyes indet.
  - Elasmobranchii
    - Sclerorhynchidae
      - Ischyrhiza avonicola

    - Lonchidiidae
      - Lissodus selachos
      - Scapanorhynchys sp.

    - Hybodontidae
      - Hybodontidae indet.
      - Hybodus sp.

  - Orectolobiformes
    - Orectolobidae
      - Squatirhina americana

  - Batomorphii
    - Batomorphii indet.

  - Rajiformes
    - Dasyatidae
      - Dasyatidae indet.

    - Pristidae
      - Onchopristis dunklei

    - Batoidei
      - Ptychotrygon sp.
- Teleostei
- Teleostei indet.
  - Elopiformes
    - Phyllodontidae
      - Phyllodontidae indet.
- Gnathostomata
  - Lepisosteiformes
    - Lepisosteidae
      - Lepisosteidae indet.

  - Amiiformes
    - Amiidae
      - Amiidae indet.

### Anfibios
- Amphibia
  - Batrachia
    - Anura
      - Anura indet.

    - Urodela

  - Urodela indet.
    - Scapherpetontidae
      - Scapherpetontidae indet.

  - Allocaudata
    - Albanerpetontidae
      - Albanerpeton sp.

### Reptiles
- Reptilia
  - Testudines
    - Hoplochelys sp
    - Basilemys sp
    - Adocus sp.
    - Cheloniidae
      - Chelonia indet.

    - Trionychidae
      - Aspideretes sp.
      - Helopanoplia sp.
      - Trionychinae indet.

    - Baenidae
      - Baena sp.
      - Baenidae indet.

  - Squamata
    - Squamata indet.
    - Lacertilia
      - Lacertilia indet

    - Serpentes
      - Serpentes indet.

    - Scincidae
      - Scincidae indet.
      - Sauriscus sp.

    - Teiidae
      - Teiidae indet.

    - Anguidae
      - Anguidae indet.
      - Glyptosaurinae indet.
      - Proxestops sp.
      - Odaxosaurus sp.

    - Necrosauridae
      - Necrosauridae indet.

    - Xenosauridae
      - Restes sp.

    - Borioteiioidea
      - Peneteius sp.
- Archosauria
  - Pterosauria
    - Pterosauria indet.

  - Crocodylia
    - Crocodylia indet
    - Crocodylidae
      - Deinosuchus riograndensis

| Simbología \| Taxon \| Taxón reclasificado \| Taxón falsamente reportado \| Taxón dudoso o sinónimo más moderno \| Icnotaxón \| Ootaxón \| |                     | Notas Los taxones inciertos están en texto pequeño; los taxones desacreditados están tachados. |                                     |           |         |
| Taxon | Taxón reclasificado | Taxón falsamente reportado                                                                     | Taxón dudoso o sinónimo más moderno | Icnotaxón | Ootaxón |

#### Dinosauria
| Ornitisquios reportados en la Formación Aguja | Ornitisquios reportados en la Formación Aguja             | Ornitisquios reportados en la Formación Aguja | Ornitisquios reportados en la Formación Aguja | Ornitisquios reportados en la Formación Aguja | Ornitisquios reportados en la Formación Aguja                                                                          | Ornitisquios reportados en la Formación Aguja | Ornitisquios reportados en la Formación Aguja |
| Género                                        | Especies                                                  | Lugar                                         | Posición estratigráfica                       | Material | Notas | Imágenes                                      |                                               |
| --------------------------------------------- | --------------------------------------------------------- | --------------------------------------------- | --------------------------------------------- | --- | --- | --------------------------------------------- | --------------------------------------------- |
| Agujaceratops                                 | A. mariscalensis                                          | - Texas                                       | Lutita Superior                               | UTEP P.37.7.086, neurocraneo, cuerno supraorital izquierdo, maxilar izquierdo y dentario derecho. Asimismo existe una gran cantidad de elementos de diversas etapas ontogénicas atribuidas a este taxón.                                                                                                | |                                               |                                               |
| Agujaceratops                                 | A. mavericus                                              | - Texas - Coahuila                            | Lutita Superior                               | TMM 43098-1, cráneo bien conservado que carece del cuerno supraorbital, extremo distal del jugal izquierdo, hueso escamoso izquierdo y parietal distal. CPC 1842, hueso escamoso izquierdo. | |                                               |                                               |
| Angulomastacator                              | A. daviesi                                                | - Texas                                       | Lutita Superior                               | TMM 43681-1, hueso maxilar izquierdo mal preservado. | |                                               |                                               |
| Chasmosaurus                                  | C. mariscalensis                                          | - Texas                                       |                                               | | Reclasificado a su propio género Agujaceratops.                                                                        |                                               |                                               |
| Kritosaurus                                   | K. cf. navajovius (Saurolophinae sin nombrar de Big Bend) | - Texas                                       | Lutita Superior                               | AMNH 3079, maxilar derecho con algunos huesos del cráneo y postcraneo asignados. UTEP P.37.7.222, hueso iliáco. | Es posible que represente un nuevo género mayormente relacionado con Secernosaurus que con Kritosaurus.                |                                               |                                               |
| Kritosaurus                                   | K. sp. nov.                                               | - Texas                                       | Lutita Inferior                               | TMM 42452-1, Ambos hueso nasales, maxilar derecho, jugal derecho, quadratojugal derecho, cuadrado parcial izquierdo, dentario derecho, dentario izquierdo parcial, hueso Ilíaco parcial, pubis parcial, isquión parcial, metatarsiano parcial, varias falanges pedales y unguales.                      | |                                               |                                               |
| Kritosaurus                                   | K. sp.                                                    | - Chihuahua - Coahuila                        |                                               | Veretebras y scapula, alojados en la Colección Paleontológica de Coahuila (CPC). | Se atribuyen restos provenientes de una localidad de Chihuahua a este género, sin embargo se desconoce su alojamiento. |                                               |                                               |
| Lambeosaurinae indeterminado                  |                                                           | - Texas                                       | Lutita Superior                               | UTEP P.37.7.002/019/285, dos fémures izquierdos y uno derecho. | |                                               |                                               |
| Nodosauridae indeterminado.                   |                                                           | - Coahuila                                    |                                               | CPC 273, dos vértebras caudales, costilla cervical, fragmentos de costillas,fragmento del hueso iliáco, extremo proximal de la tibia, fémur, 13 osteodermos, extremo proximal de la escapula y otros fragmentos indeterminados.                                                                         | |                                               |                                               |
| Pachycephalosauridae indeterminado            |                                                           | - Texas                                       | Lutita Superior                               | LSUMG 140:6117, corona dental completa sin la raíz. | Erróneamente identificado como cf. Troodon sp.                                                                         |                                               |                                               |
| Pachycephalosauridae indeterminado            |                                                           | - Coahuila                                    |                                               | CPC-538, diente aislado. | |                                               |                                               |
| Texacephale                                   | T. langstoni                                              | - Texas                                       | Lutita Superior                               | LSUMNS 20010, frontoparietales fusionados. LSUMNS 20012, domo frontoparietal incompleto. | |                                               |                                               |
| Yehuecauhceratops                             | Y. mudei                                                  | - Coahuila                                    |                                               | CPC-274, cráneo parcial incluyendo hueso escamoso izquierdo casi completo, tres fragmentos del hueso parietal, un fragmento del premaxilar y otro del dentario, una escápula y fémur completos, la sección del ilion en frente del acetábulo, y parte de una vértebra dorsal con la espina neural rota. | |                                               |                                               |

| Saurisquios reportados en la Formación Aguja | Saurisquios reportados en la Formación Aguja | Saurisquios reportados en la Formación Aguja | Saurisquios reportados en la Formación Aguja | Saurisquios reportados en la Formación Aguja                                                                     | Saurisquios reportados en la Formación Aguja | Saurisquios reportados en la Formación Aguja |
| Género                                       | Especies                                     | Lugar                                        | Posición estratigráfica                      | Material | Notas | Imágenes                                     |
| -------------------------------------------- | -------------------------------------------- | -------------------------------------------- | -------------------------------------------- | --- | --- | -------------------------------------------- |
| cf. Chirostenotes                            | cf. C. sp.                                   | - Texas                                      |                                              | UTEP B38 L-3, Fémur. TMM 42920-2, Falange ungueal del segundo dígito de la mano.                                 | |                                              |
| Dromaeosauridae indeterminado                |                                              | - Coahuila                                   |                                              | CPC 911, falange pedal.                                                                                          | |                                              |
| Leptorhynchos                                | L. gaddisi                                   | - Texas                                      |                                              | TMM 45920-1, Dentarios fusionados.                                                                               | |                                              |
| cf. Paranychodon                             | cf. P. sp.                                   | - Texas                                      | Lutita Inferior                              | TMM 45947-362/363, dos dientes aislados incompletos.                                                             | |                                              |
| cf. Paranychodon                             | P. cf. lacustris                             | - Texas                                      | Lutita Superior                              | LSU 113:1310 / 1311 / 5107 / 5993 / 5996, 4 dientes aislados.                                                    | |                                              |
| Richardoestesia                              | R. isoceles                                  | - Texas                                      | Lutita Superior                              | LSUMGS 489:6238, diente aislado. Asimismo, existen más dientes asignados a este taxón.                           | |                                              |
| Saurornitholestes                            | S. cf. langstoni                             | - Coahuila - Texas                           | Lutita Inferior                              | IGM 6201, diente aislado. LSUMG 140:6139 / 6140 / 6183 / 6185, cuatro dientes aislados.                          | |                                              |
| Saurornitholestes                            | S. sp.                                       | - Coahuila                                   |                                              | IGM 6199 / 6200, fragmentos de dientes.                                                                          | |                                              |
| Saurornitholestes                            | S. sp. nov.?                                 | - Coahuila - Texas                           |                                              | Diversos dientes colectados en la localidad Rancho las Garzas, Coahuila, así como en otras localidades de Texas. | En 2005, se propusieron tres diferentes morfotipos de dientes para este taxón (A, B y C), todos colectados en Texas. Posteriormente, un trabajo perteneciente a dos localidades de Coahuila, reunió distintos dientes fósiles. donde coincidían con los morfotipos A y C. |                                              |
| cf. Troodon                                  | cf. T. sp.                                   | - Coahuila                                   |                                              | IGM 6204, diente aislado perteneciente al hueso premaxilar.                                                      | Es posible que represente un género distinto al referido. |                                              |
| Titanosauria indeterminado                   |                                              | - Chihuahua                                  |                                              | IGM 6080, vértebra caudal. Tibia derecha, resguardada en la colección del INEGI.                                 | |                                              |
| Tyrannosauridae indeterminado                |                                              | - Coahuila - Texas                           | Lutita Superior                              | IGM 6206 / 6207 /6208 / 6209, ocho ápices de dientes. LSUMG 489:5580, fragmento de diente.                       | |                                              |

### Mamíferos
- Mammalia
  - Mammalia indet.
  - Multituberculata
    - Multituberculata indet.
    - Neoplagiaulacidae
      - Neoplagiaulacidae indet.
      - Mesodma sp.
      - Paracimexomys sp.
      - Cimexomys sp.

    - Cimolomyidae
      - Cimolomys sp.
      - Cimolomys clarki
      - Meniscoessus sp.
      - Cimolodon sp.

  - Didelphimorphia
    - Alphadontinae
      - Alphadon sp.
      - Alphadon sahnii
      - Alphadon perexiguus
      - Turgidodon sp.
      - Turgidodon lillegraveni

  - Theria
    - Paleomolops langstoni
    - Tribotheria indet.
    - Leptictida
      - Gallolestes sp.